# Залесье (Гомельский район)
Залесье (бел. Зале́ссе) — деревня в Черетянском сельсовете Гомельского района Гомельской области Республики Беларусь.

## География

### Расположение
В 48 км на юго-восток от Гомеля, 15 км от железнодорожной станции Кравцовка (на линии Гомель — Чернигов).

## Транспортная сеть
Транспортные связи по просёлочной, затем автомобильной дороге Будище — Гомель. Планировка состоит из 2 коротких прямолинейных, параллельных между собой широтных улиц, застроенных деревянными домами усадебного типа.

## История
Основан в начале XX века переселенцами из соседних деревень. Наиболее активная застройка относиться к 1920-м годам. В 1926 году работало отделение связи, в Черетянском сельсовете Носовичского района Гомельского округа. В 1931 году жители вступили в колхоз. Во время Великой Отечественной войны 9 жителей погибли на фронте. В 1959 году в составе колхоза «За Родину» (центр — деревня Черетянка).

## Население

### Численность
- 2004 год — 11 хозяйств, 19 жителей

### Динамика
- 1926 год — 29 дворов, 161 житель
- 1959 год — 139 жителей (согласно переписи)
- 2004 год — 11 хозяйств, 19 жителей